# Dicranota (Paradicranota) rostrata
Dicranota (Paradicranota) rostrata is een tweevleugelige uit de familie Pediciidae. De soort komt voor in het Palearctisch gebied.